# Shev Shema'tata
Shev Shema'tata (in ebraico שב שמעתתא‎?), più comunemente Shev Shmaytsa o  Shev Shmaisa,  è un'opera letteraria del diciottesimo secolo sulla logica e metodologia talmudica scritta da Aryeh Leib HaCohen Heller. Il titolo del libro è in aramaico e significa "sette passaggi". 
L'opera è suddivisa appunto in sette sezioni, ciascuna di venticinque capitoli circa, che analizzano complesse questioni riguardanti il codice normativo Halakhah, tra cui l'attendibilità di un singolo testimone e le ramificazioni pratiche di un dubbio.
Il processo di ragionamento che Heller impiega per analizzare e tentare di sciogliere questi conflitti e contraddizioni fondamentali nel Talmud, è considerato la base del metodo analitico utilizzato nell'era moderna nello studio talmudico.
Sebbene una prima stesura del suo lavoro fosse stata inizialmente presentata da Heller da giovane, e precisamente durante i tradizionali sette giorni di festa che seguirono le sue nozze, Shev Shema'tata è ufficialmente inclusa fra le sue pubblicazioni più tardive, anche in seguito a significativi rimaneggiamenti da parte dell'autore.

## Contenuti

### Introduzione
L'introduzione di Heller a questa celebre opera spiega la sua visione dell'ebraismo e include un'esegesi biblica complessa e profonda. La sua posizione di base è una miscela di Kabbalah e neoplatonismo, in qualche modo assimilabile a quella espressa in Shene Luchot ha-Berit di Isaiah Horowitz, nonché nelle opere di Mosè Luzzatto. Il punto di partenza è una dottrina della Caduta, secondo la quale l'effetto del peccato di Adamo fu una momentanea confusione tra anima e corpo, tale per cui l'anima diventò dipendente dalla gratificazione dei desideri del corpo. La relazione corretta è quella in cui il corpo è semplicemente uno strumento per l'anima e lo scopo dello sforzo religioso è ripristinare questa linearità. Attraverso l'analisi di una serie di episodi biblici, Heller illustra la sua tesi secondo cui non ci sarebbe alcun valore in un'osservanza della Torah che fosse già pronta e che non lasciasse spazio ad alcun libero arbitrio in merito all'interpretazione e alla decisione di aderirvi. Piuttosto, così come la pratica halachah è un codice che ci si sforza di seguire avvalendosi del proprio libero arbitrio, allo stesso modo il contenuto intellettuale della Torah è presentato in una forma sia criptica che aperta, il cui valore dipende dalla propria lotta per interpretarlo e farlo proprio. L'analisi talmudica è quindi la più alta forma di impegno religioso, e lo scopo del libro è fornire gli strumenti per questa attività.

### Shema'tata
L'argomento generale affrontato nel libro è il modo in cui la legge ebraica affronta i dubbi, sia sui fatti che sulla legge applicata. Il Talmud prevede una serie di "presunzioni" (in senso giuridico), a favore alternativamente del rigore o della clemenza, che variano a seconda delle circostanze. Una serie di dubbi sollevati da Heller riguarda il modo in cui interagiscono queste presunzioni. Un'altra è la questione più fondamentale di come funzionano le presunzioni. Cioè: una presunzione ha l'effetto di assimilare a tutti gli effetti i casi dubbi ai casi certi, o i casi dubbi sono una terza categoria con proprie leggi speciali, accanto ai certamente inclusi e ai certamente esclusi?
Sebbene ogni sezione si concentri su un principio halachico specifico, invariabilmente vengono sollevati e discussi altri principi. Questi principi implicano punti focali che trovano applicazione in tutto il corpus rabbinico. Il metodo di Heller consiste nel mettere alla prova ogni principio rispetto a una varietà di passaggi talmudici. Qualora il concetto causasse una difficoltà nel passaggio (es. il concetto dovrebbe applicarsi e non lo fa), Heller risolve l'arcano dimostrando che per qualsiasi ragione questo passaggio non si adatta alla categoria di quel particolare concetto (vedi Casistica). In questo modo vengono chiaramente definiti i confini esatti di ciascun principio, chiarendo altresì le esatte applicazioni di ciascun principio. 

#### Sezione Uno
La prima sezione tenta di chiarire se il concetto di "Un dubbio in una questione biblica è trattato in modo rigoroso" è in realtà un concetto biblico a sua volta o se in alternativa è interamente di origine rabbinica. Questa sezione prosegue con una discussione sui principi secondo cui, se c'è un dubbio riguardo a un caso di impurità spirituale, se questo si è verificato nel dominio pubblico "governiamo con indulgenza, e nel dominio privato con rigore" (Sotah 28b). Infine, viene spiegata la sentenza secondo cui in un caso di Sefek Sefeika - un caso di dubbio in cui un lato della questione è esso stesso soggetto a dubbio - si governa con indulgenza. Il motivo è che poiché la maggior parte dei lati di questa questione tende a un lato clemente, il principio di Rov -secondo cui va avallato il volere della maggioranza- è chiamato in causa e "governiamo con clemenza".

#### Sezione Due
La seconda sezione analizza la presunzione di chazakah. Chazakah è la presunzione secondo cui in caso di dubbio si può presumere che lo stato fisico o giuridico dell'oggetto (o persona) in questione rimanga costante. A questo punto l'attenzione è su Chezkat Ha'Guf (lo stato fisico dell'oggetto rimane invariato) e Chezkat Mammon (presumiamo che un oggetto appartenga al suo attuale possessore se non diversamente dimostrato). I punti di forza relativi di questi due Chazakot vengono confrontati e contrapposti. Viene analizzata anche l'importanza della forza di ciascuna affermazione delle parti: nel caso in cui una delle parti è dubbiosa circa la propria affermazione, allora un chazakah potrebbe non bastare a risolvere il caso.

#### Sezione Tre
La terza sezione si basa sulla sezione precedente. Il passaggio focale qui è Niddah 2b: un caso in cui si era certi dello stato di un oggetto (nel caso specifico un bagno rituale) il primo giorno e di nuovo il settimo giorno, ma non si è sicuri del tempo intermedio (i giorni dal secondo al sesto). La domanda è se la certezza del primo giorno è di primaria importanza nel decidere lo stato dei giorni successivi (Chazakah D'Me'ikara) o se invece la certezza del settimo giorno è più rilevante (Chazaka D'Hashta). Heller fa notare (basandosi su vari passaggi talmudici) che se l'oggetto è destinato a cambiare (nel suo esempio una ragazza che probabilmente maturerà) allora il Chazakah D'Hashta ha la precedenza.

#### Sezione Quattro
La quarta sezione discute il principio (Bava Batra 23b) che in caso di conflitto tra il principio che va seguita la maggioranza (Rov) e la presunzione che se un oggetto viene trovato vicino a un certo luogo possiamo presumere che l'oggetto abbia avuto origine in quel luogo (Karov), la legge di Rov ha potere decisivo. Heller si dilunga ulteriormente nel discutere il potere di Rov per quanto riguarda i casi monetari e il potere di Rov di togliere un oggetto al suo attuale possessore.

#### Sezione Cinque
La quinta sezione riguarda un disaccordo tra i Rishonim, in riferimento al caso in cui una persona o un oggetto è sotto l'influenza di un tipo specifico di impurità spirituale o divieto halachico. Il soggetto allora viene coinvolto in qualcosa che lo lascia nel dubbio di un diverso tipo di divieto o impurità, e quindi si libera dell'impurità originaria. La domanda è se il Chazakah della prima impurità valga a determinare il suo status anche in riferimento alla seconda impurità.

#### Sezione Sei
Questa sezione mette a confronto il potere di un singolo testimone e il potere di Chazakah. Viene anche discusso il caso di due gruppi di testimoni che si contraddicono a vicenda.

#### Sezione Sette
L'ultima sezione tratta il concetto halachico secondo cui un testimone normalmente ritenuto inattendibile (ad esempio un bambino) è creduto se nel mezzo di una normale conversazione menziona qualcosa di sfuggita. Viene analizzata anche la convinzione di alcune persone che affermano di riconoscere un oggetto o una persona specifici senza che siano stati precedentemente menzionate loro caratteristiche identificative specifiche di quell'oggetto o di quella persona.

## Influenza
L'approccio del rabbino Aryeh Leib HaCohen Heller è stato influente nella scuola lituana del diciannovesimo secolo, e il lavoro di Shimon Shkop Sha'are Yosher è ampiamente considerato basato sul lavoro del predecessore.